# Copitarsia patagonica
Copitarsia patagonica là một loài bướm đêm trong họ Noctuidae.